# PowerCon

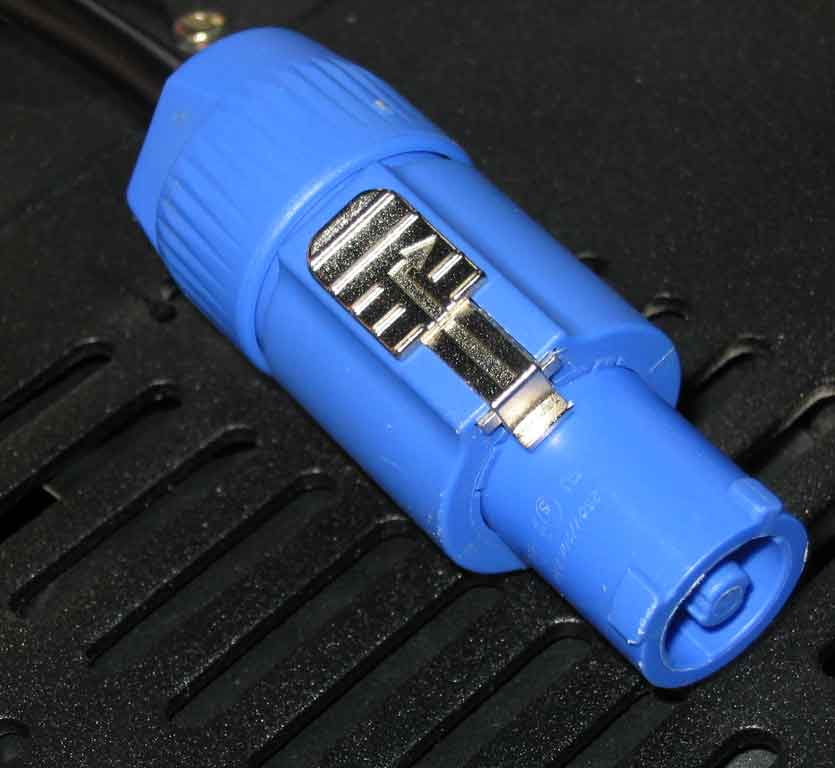
powerCON Mascle tipus A, font d'electricitat, connector de cable

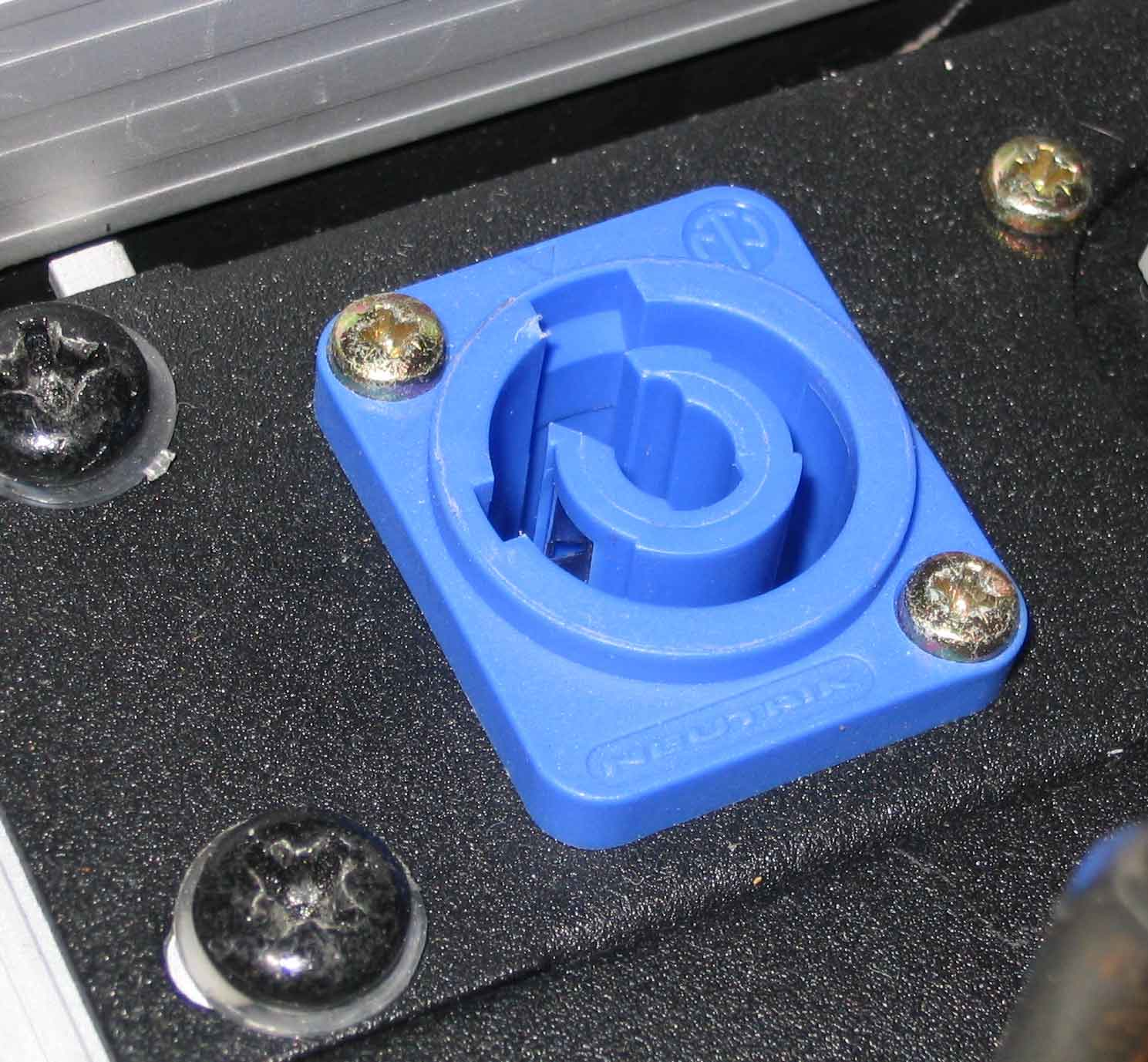
powerCON femella tipus A, entrada d'electricitat, muntatge en xassís

El connector powerCON és un connector elèctric fabricat per Neutrik per connectar la xarxa elèctrica a equips en un espai reduït. Té un aspecte i funciona de manera similar al connector Speakon, amb el connector de línia inserit al connector del xassís i retorçat per fer contacte i bloquejar-lo. Tant els connectors de línia com els del xassís estan totalment aïllats fins i tot quan estan desconnectats.

## Característiques
La versió original i més genèrica del powerCON té una capacitat de 20 A.

Es presenta en dues variants deliberadament incompatibles per evitar que les persones connectin dos subministraments de xarxa. El type A és blau i s'utilitza per a fonts d'alimentació (l'energia surt d'un cable d'extrem blau cap a una presa de xassís). El type B és de color gris i s'utilitza per a drenatges d'energia (l'energia flueix des d'un endoll del xassís a un cable d'extrem gris). Els acobladors estan disponibles amb una presa de xassís de cada tipus muntada als extrems d'un tub de plàstic per estendre els cables.

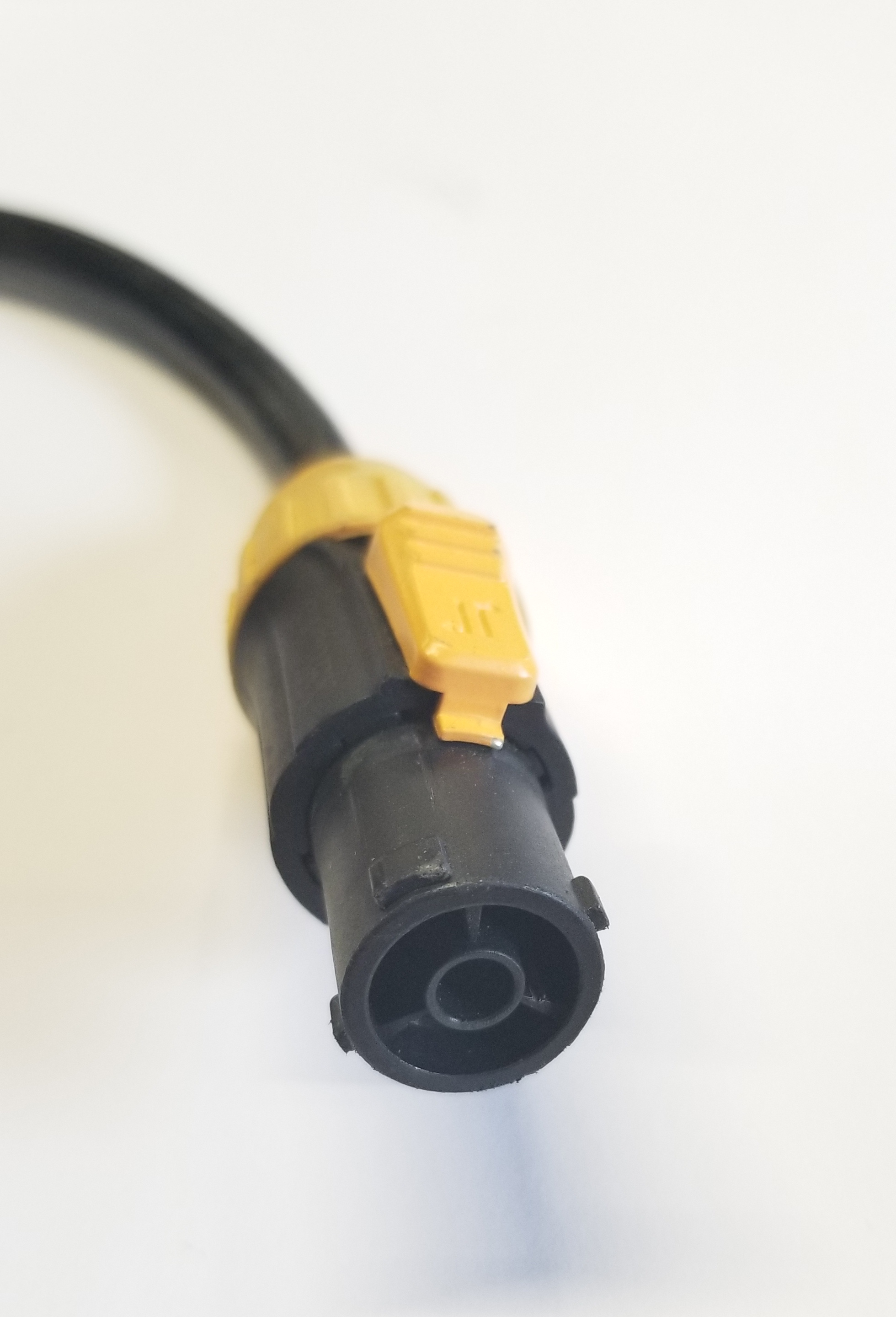
Connector de cable Neutrik powerCON TRUE1 (mascle).

Neutrik va presentar una versió més gran 32 A del powerCON. A diferència de la versió 20 A, la versió 32 A només inclou una variant que sembla estar pensada per utilitzar-la com a font.
Els principals avantatges del powerCON són una gran capacitat de corrent en un espai reduït (més petit que un connector IEC i el doble de la capacitat de transport de corrent) i l'acció de bloqueig. Els principals desavantatges són el cost i la dependència d'un sol proveïdor. Els models més antics no estan dissenyats per connectar-se/desconnectar sota càrrega (la qual cosa els fa inadequats per a equips utilitzats per personal no format).

## Història

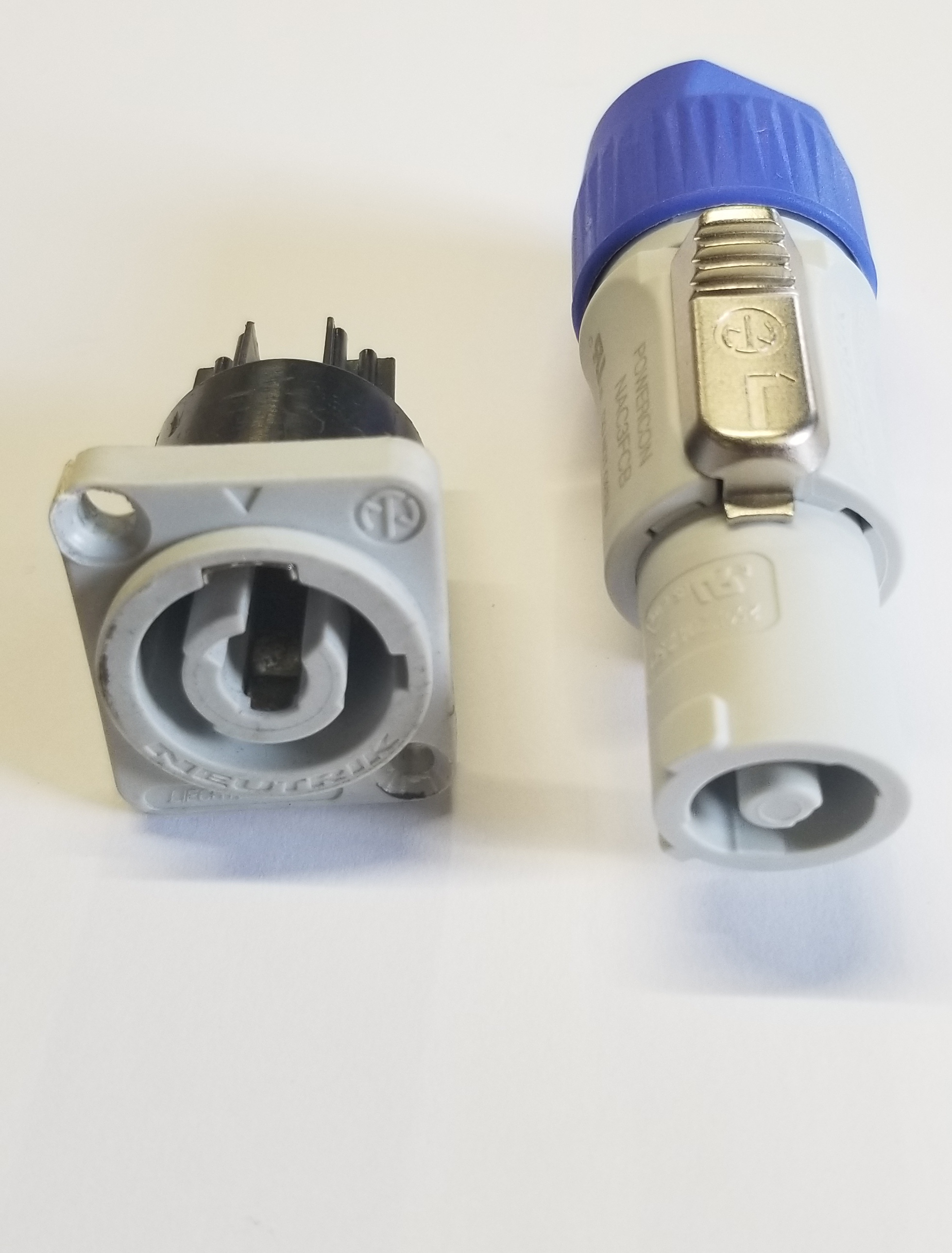
Connectors Neutrik powerCON tipus B.

A finals de 2020, Neutrik va llançar una versió redissenyada del PowerCON original que és capaç de connectar/desconnectar sota càrrega quan s'acobla amb els connectors corresponents. Els connectors de cable amb capacitat de ruptura es poden reconèixer a causa del '-1' del seu número d'article com NAC3FCA-1. Els connectors d'aparells es poden reconèixer a causa del "XX" afegit al seu número d'article com NAC3MPXXA.
El gener de 2011, Neutrik va anunciar una nova variant del connector anomenada powerCON TRUE1. A diferència dels connectors powerCON tradicionals, el nou connector s'especifica amb capacitat de ruptura, és a dir, està dissenyat per a la desconnexió sota càrrega La capacitat màxima de corrent per al connector TRUE1 es redueix a 16 A i no és compatible amb els connectors powerCON tradicionals. Els connectors tenen una classificació IP65 i UL50E quan s'acoblen (connectats) junts, el que significa que estan dissenyats per ser utilitzats en entorns exteriors amb una gran presència de pols i/o aigua.